# آکسفورد (می‌سی‌سی‌پی)
آکسفورد (به انگلیسی: Oxford) شهری در ایالت می‌سی‌سی‌پی کشور ایالات متحده آمریکا است که جمعیت آن در سرشماری سال ۲۰۱۰ میلادی، ۱۸٬۹۱۶
نفر بوده‌است.